# Lars Lehnhoff
Lars Lehnhoff (* 20. September 1986 in Celle) ist ein deutscher Handballspieler. Der 1,81 Meter große und 76 kg schwere Lehnhoff spielte 15 Jahre für die TSV Hannover-Burgdorf, zumeist auf der linken Außenposition sowie seltener auf der Rückraum Mitte Position.

## Karriere
Lehnhoff ist in Adelheidsdorf aufgewachsen. Im Alter von vier Jahren begann er beim Verein SV Altencelle, in welchem sowohl seine Mutter unter anderem auch als Trainerin, als auch sein Vater, später auch seine Schwester Inga Lehnhoff (ebenfalls Handballerin u. a. bei HSG Blomberg-Lippe und SVG Celle) sowie seine Schwester Britta Lehnhoff aktiv waren. 1995 wechselte er dann zum Oberligaverein MTV Post Eintracht Celle, mit welchem er in der B-Jugend norddeutscher Meister wurde. Während seiner Jugendspielzeit war er mehrere Jahre Teil der Niedersachsenauswahl. Als Höhepunkt seiner Jugendspielzeit gelten drei Jugendnationalmannschaftsspiele.
2004 wechselte Lars Lehnhoff zum Regionalligisten TSV Burgdorf und erspielte sich zunehmend mehr Spielanteile. 2005 gelang der Aufstieg in die 2. Handball-Bundesliga. Auch hier konnten die Spielanteile verteidigt und ausgebaut werden. Nach einem 4. Platz (2005/06), einem 6. (2006/07) und einem 5. Platz (2007/08) gelang 2009 der Aufstieg in die 1. Handball-Bundesliga. 
Ab 2008 studierte er an der Leibniz-Universität Hannover Wirtschaftswissenschaften. Lars Lehnhoff war der letzte Spieler in der ersten Herrenmannschaft der TSV Hannover-Burgdorf, welcher sowohl den Aufstieg in die zweite als auch in die erste Handball-Bundesliga mitgemacht hat. Während dieser Zeit spielte er auch fünf Jahre aktiv mit dem ehemaligen Trainer Christopher Nordmeyer zusammen. „Lars ist ein gutes Beispiel dafür, dass ein junger Spieler eine positive Entwicklung zu einem Stammspieler machen kann, wenn man ihn lässt“, sagt der ehemalige TSV-Geschäftsführer Ulrich Karos.
Im Januar 2013 wurde seine Vertragsverlängerung bis Juni 2015 bekanntgegeben.
Am 30. November 2013 qualifizierte sich die TSV Hannover-Burgdorf mit einem 41:27-Sieg gegen die Kadetten Schaffhausen im Rückspiel in Hannover für die Gruppenphase des EHF-Pokals, wobei Lars Lehnhoff mit neun Toren bester Torschütze seines Teams war. Ein weiteres Highlight seiner Karriere. Die meisten Tore in einem Bundesligaspiel erzielte Lehnhoff am 27. Dezember 2013 im Spiel gegen Frisch Auf Göppingen und sicherte seiner Mannschaft mit seinen 14 Treffern (u. a. 9/9 Siebenmetern) einen knappen 30:29-Sieg im letzten Spiel des Jahres vor 9800 Zuschauern in der ausverkauften TUI Arena. Christopher Nordmeyer lobte seinen Kapitän daraufhin: „Es gibt keinen Spieler, der sich so akribisch vorbereitet, wie Lars Lehnhoff“. Nach der Saison 2018/19 beendete Lehnhoff vorerst seine Karriere, in der er in 290 Bundesligaspielen 1153 Tore erzielte, darunter 441 Siebenmeter. Seit 2022 spielt er für Handball Hannover-Burgwedel.

## Erfolge
- Meiste Bundesligaspiele (290), -tore (1153) und -siebenmetertore (441) für die TSV Hannover-Burgdorf
- Teilnahme am EHF-Pokal in der Saison 2013/14 und 2018/19
- Aufstieg in die 1. Handball-Bundesliga 2009
- Aufstieg in die 2. Handball-Bundesliga 2005
- 3 Jugendnationalmannschafts-Länderspiele

## Saisonbilanzen
| Saison    | Verein                | Spielklasse | Spiele | Tore | 7-Meter | Feldtore |
| --------- | --------------------- | ----------- | ------ | ---- | ------- | -------- |
| 2009/10   | TSV Hannover-Burgdorf | Bundesliga  | 34     | 131  | 53      | 78       |
| 2010/11   | TSV Hannover-Burgdorf | Bundesliga  | 34     | 136  | 58      | 78       |
| 2011/12   | TSV Hannover-Burgdorf | Bundesliga  | 34     | 147  | 38      | 99       |
| 2012/13   | TSV Hannover-Burgdorf | Bundesliga  | 34     | 167  | 62      | 105      |
| 2013/14   | TSV Hannover-Burgdorf | Bundesliga  | 30     | 173  | 58      | 115      |
| 2014/15   | TSV Hannover-Burgdorf | Bundesliga  | 32     | 184  | 80      | 104      |
| 2015/16   | TSV Hannover-Burgdorf | Bundesliga  | 25     | 89   | 41      | 48       |
| 2016/17   | TSV Hannover-Burgdorf | Bundesliga  | 25     | 76   | 37      | 39       |
| 2017/18   | TSV Hannover-Burgdorf | Bundesliga  | 22     | 11   | 0       | 11       |
| 2018/19   | TSV Hannover-Burgdorf | Bundesliga  | 20     | 39   | 14      | 25       |
| 2009–2019 | gesamt                | Bundesliga  | 290    | 1153 | 441     | 712      |